# 台湾罗汉松
（學名：Podocarpus nakaii）又名百日青、土杉、埔里百日青、桃實，为罗汉松科罗汉松属的常綠喬木，为台灣的特有種。
因生育地遭破壞及族群遭挖採，數量持續下降，生存備受威脅。經評估列屬「瀕臨絕滅」級稀有植物。

## 同種異名

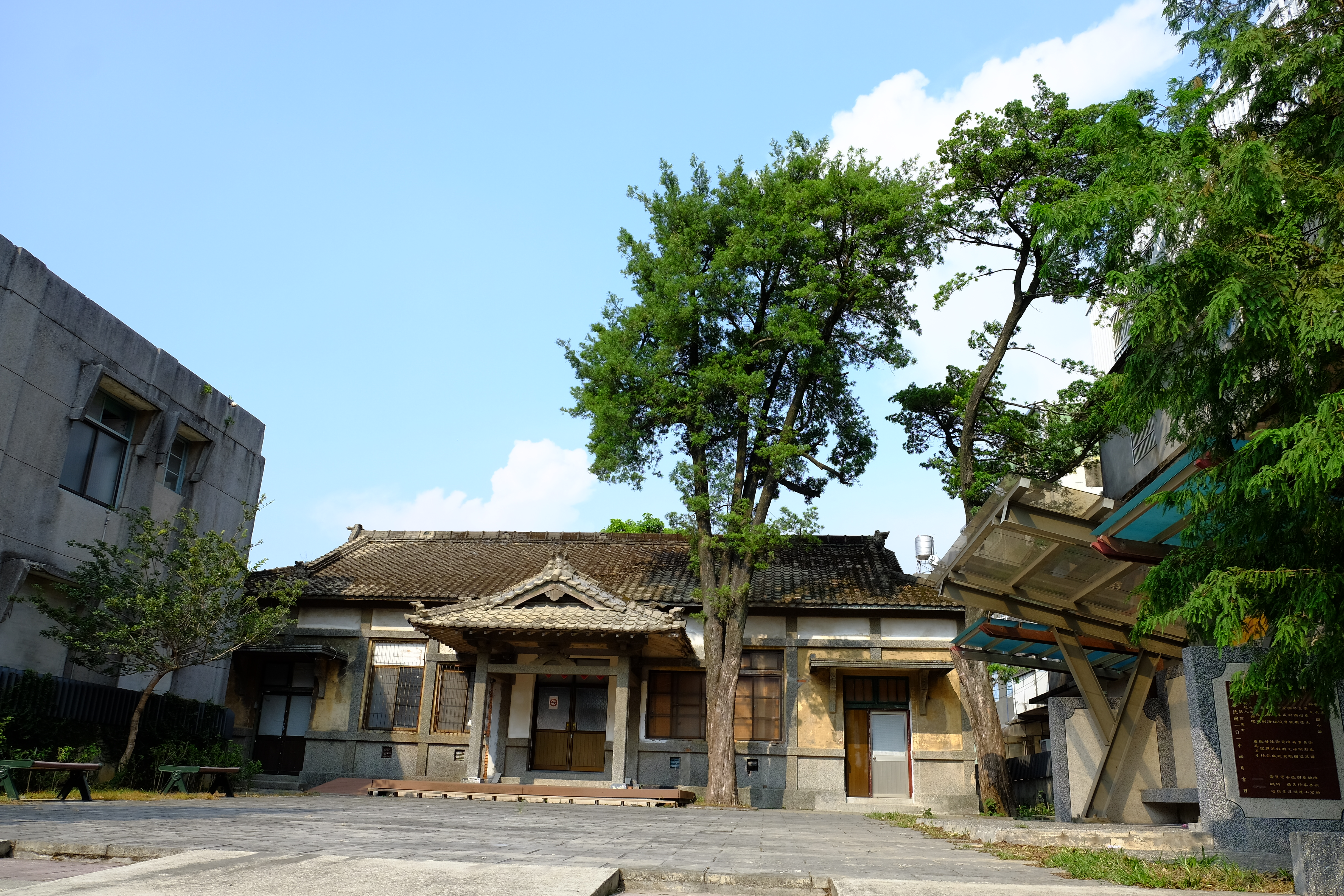
龍潭武德殿前兩棵高聳台灣羅漢松

- Podocarpus macrophyllus nakaii

## 形態特徵
- 葉：葉密集於小枝端，呈叢生狀。葉呈長披針形，長5~10 公分，寬0.8~1.2公分，葉柄短小或幾乎沒有葉柄。新葉多略帶淡紅色。
- 莖：幹皮呈灰紅褐色，具細長條片狀剝落，頂芽呈圓球狀。
- 花：雄花序， 1 至 3 個簇集腋生。雌花無花被包覆，直接演化成種子。
- 果實：具長梗，種子呈橢圓形。種托肉質肥大，呈紅色，種梗長 0.5~1.1 公分，較叢花百日青略短。[5]

## 分布
桃實百日青為台灣特有種，僅分布於台灣中部海拔 1,000 公尺以下之闊葉森林中，在北山坑、蓮華池及日月潭等地皆有發現紀錄。

## 功用
- 作為園藝栽植樹種[6]
- 作為雕刻或建築用木材[6]
- 枝葉有祛風，活血，止痛，接骨之效。[7]
- 葉含一種昆蟲蜕皮激素，有明顯的解熱，解毒作用，但毒性相當強，對於蛋白質合成、遺傳抗體及癌細胞有關。[7]